# Bruce Robertson
Bruce Robertson (n. 27 aprilie 1953, Vancouver, British Columbia, Canada) este un înotător ce a reprezentat Canada, medaliat olimpic. A participat la 2 ediții ale Jocurilor Olimpice (1972, 1976) în care a câștigat două medalii de argint și o medalie de bronz.